# Nicolas Bové
Joseph-Nicolas Bové (Millebach, 1 de enero de 1802-Bir Kadem, 22 de septiembre de 1842) fue un botánico luxemburgués .
Trabajó activamente en el cultivo y cuidado de pinos para jardines. Fue Director del Jardín Ibrahim-Pascha en El Cairo, para luego también trabajar en Argelia.
Concretó una publicación de la Flora de Argelia.
Abundantes especímenes de su Herbario se resguardan en:
- Conservatorio y Jardín Botánico de Ginebra
- Colección Botánica de la ciudad de Múnich
- Museo Nacional de Historia Natural de Francia en París

## Eponimia
- (Asclepiadaceae) Glossonema boveanum Hochst. & Steud. ex Decne.[1]
- (Fabaceae) Hedysarum boveanum Bunge ex Basiner[2]
- (Plumbaginaceae) Statice bovei Jaub. & Spach[3]
- (Primulaceae) Primula boveana Decne. ex Duby[4]
- (Rosaceae) Pyrus bovei Steud.[5]
- (Rubiaceae) Galium bovei Boiss. & Reut.[6]
- (Rosaceae) Pyrus boveana Decne.[7]
- (Solanaceae) Hyoscyamus boveanus Asch. & Schweinf.[8]
- (Tamaricaceae) Tamarix boveana Bunge[9]
- (Zygophyllaceae) Fagonia boveana (Hadidi) Hadidi & Garf ex El Karemy & El Naggar[10]

## Algunas publicaciones
- 1835 Observations sur les cultures de l'Égypte ...
- 1834. Relation abrégée d'un voyage botanique en Egypte, dans les trois ...